# دعاء شرف
دعاء شرف (ق. 1983 - 26 أكتوبر 2023) هي مذيعة ومعدة وصحفية ومقدمة برامج إذاعية فلسطينية، حاصلة على بكالوريوس علوم تنموية واجتماعية من جامعة القدس عام 2006، عملت في إذاعة صوت الأقصى منذ عام 2015، وتقدم برنامجاً اجتماعياً بعنوان "مساء ملون" تقدم فيه بعض النصائح والإرشادات التربوية. قتلت مع طفلها "عُبيدة" خلال قصف الطيران الإسرائيلي لمنزلها في الزوايدة وسط قطاع غزة.

## أعمال
1. تقديم برنامج مساء ملون على إذاعة صوت الأقصى.
2. تقديم برنامج هذا المساء على إذاعة صوت الأقصى.